# 千葉県立柏南高等学校
千葉県立柏南高等学校（ちばけんりつ かしわみなみこうとうがっこう）は、千葉県柏市増尾にある県立高等学校。略称は「柏南」（）。

## 設置学科
- 普通科

## 概要
- 「ハクナン」の愛称で親しまれている。制服は、男子は学生服、女子はセーラー服。衣替えは年2回あり、5月に夏服、10月に冬服に移行する。
- 生徒は理系よりも文系の方が多い（毎年おおよそ6:4）。
- 校歌は3番まである。また、英語の校歌がある。

## 沿革
- 1975年（昭和50年）4月 - 開校

## アクセス
- 東武野田線新柏駅・増尾駅下車徒歩13分（常磐線南柏駅は最寄駅ではない）

## 著名な出身者
- 細川ふみえ（タレント・中退）
- 三石琴乃（声優）
- 宇野沢祐次（元サッカー選手）
- 鬼島和希（サッカー選手、アスルクラロ沼津）
- 諏訪雄大（元サッカー選手）
- 輪湖直樹（サッカー選手、アビスパ福岡）
- 堀田秀平（元サッカー選手）
- 山中亮輔（サッカー選手、名古屋グランパス）
- 中山雄太（サッカー選手、FC町田ゼルビア）
- 佐々木宏樹（サッカー選手、FC刈谷）
- 平川雅之（サッカー指導者）
- 山本紘之 (日本テレビアナウンサー)
- 尾関高文（お笑い芸人、THE GEESE）
- 学（お笑い芸人、すっぽん大学）
- 新川てるえ（評論家・コメンテーター）